# Aechmea spectabilis
Espèce
Classification phylogénétique
Aechmea spectabilis est une espèce de plantes à fleurs de la famille des Bromeliaceae qui se rencontre en Colombie et au Venezuela.

## Synonymes
- Aechmea flexuosa Baker[1] ;
- Aechmea hoeckelii  Regel[1] ;
- Guzmania spectabilis Baker [non-valide][1] ;
- Pironneava spectabilis K.Koch[1].

## Distribution
L'espèce se rencontre en Colombie et au nord-ouest du Venezuela.

## Description
L'espèce est épiphyte.